# Barbü
A barbü (barbue) kártyajáték.
A játékot négyen játsszák, egy csomag francia kártyával. (A zsókert kivesszük a csomagból.) A kártyák száma tehát: 52. A játékosok egy-egy lapot húznak a csomagból, és a legmagasabb lapot húzó játékos lesz az osztó.
Mind az 52 lapot egyesével bal kéz felé osztjuk. A játékosok 13 lapjukat szín szerint rendezik. Az osztótól bal kéz felé ülő kezdő játékos értékeli lapjait és szabadon bemondja a választott formát. A barbue kivételével színre színt kell tenni, de nincs felülütéskényszer. A játékosoknak a következő figurák mindegyikét teljesíteniük kell. (Ez 24 leosztást jelent.) A kezdő tehát bemond egy figurát, és akár jó a többieknek, akár rossz, ezt kell játszani.
1. Barbue - hasonló a kirakós lórumhoz. A játék menete a következő: A kezdő játékos bármilyen színből B (Bubi) -val kezd, amit lapjával felfelé kirak az asztalra. A következő dobó vagy ezt a színt folytatja felfelé D (Dáma), K (Király), Á (Ász) -al és lefelé 10-estől 2-esig, vagy új oszlopot kezd egy más színű B-val. Ha nem tudja így folytatni, akkor azt mondja: PASSZ. A következő játékos ugyanígy játszik. A játék végén az asztalon 4 kártyasor lesz. Akkor érdemes játszani, ha magas értékű lapok vannak a kézben. Az nyer, akinek a kezéből legelőször elfogynak a lapok. Második az, aki utána megy ki.
2. Kőr király nélküli (kőr K) - ez és a többi forma már nem kirakós játék. A játék célja, hogy az elvitt ütésekben ne szerepeljen a kőr K. Ha a kőr K-t már valamelyik játékos elvitte, a játékot be lehet fejezni.
3. Kőr nélküli - A játék célja, hogy az ütésekben a kőr lapok száma minél kevesebb legyen. Színhiányos osztás esetén ajánlatos játszani, mert akkor pl. a hívott káró lapjára (ha nincs káró a kézben) rátehetők a kőrök is.
4. Dáma nélküli - A játék célja, hogy ne vigyünk olyan ütéseket, amelyekben D szerepel (különösen a kőr D, mert ennek az értéke 40 pont, a többi D 20-20 pont)
5. Ütés nélküli - A játék célja, hogy ne üssünk, illetve kevés ütést vigyünk haza attól függetlenül, hogy milyen szín vagy figura van az ütésekben. (Elvitt ütés: 5 pont.) (Itt az ütéseket a játékosok jól különítsék el egymástól.)
6. Saláta - Izgalmas játék, mert itt minden eddigi forma számít. Pontozzuk az elvitt ütések számát, a D-kat, a kőr K-t, a kőr lapokat. Ezt a játékot akkor célszerű játszani, ha alacsony értékű lapok vannak a kézben.

## Lejátszás
Minden osztásnál a kezdő játékos a számára legkedvezőbb figurát választhatja a hat közül, de amit egyszer már választott, azt többet már nem választhatja. Ez azt is jelenti, hogy a más játékos vállalta figurát teljesítheti; különlegesen szerencsés (vagy szerencsétlen) esetben valaki egy figurát akár négyszer is megnyerhet, de négyszer el is veszíthet. Nem biztos, hogy a jónak látszó figura hívása sikerre visz, tehát lehet, hogy a hívó veszít, vagy csak részben nyer, mert több pontot kap, mint szerette volna. Ez a többi játékos játékától is függ. Ezért a mellékelt pontozási táblázatot a játék során nagyon pontosan kell vezetni.

## Pontozás
Barbue: aki az összes lapját elsőnek kirakja, -40 pontot, aki másodiknak, -20 pontot kap. Az összes szerezhető pont tehát: -60.
Kőr király nélküli: az a játékos, aki a kőr K-t elvitte, 50 pontot ír. Itt nem számít az elvitt ütések száma.
Kőr nélküli: minden elvitt kőr lap 10 pontot ír. Az összes felírható pont tehát: 130.
Dáma nélküli: az elvitt kőr D 40 pontot, a többi három D 20-20 pontot ír. Az összes pont tehát: 100.
Ütés nélküli: minden elvitt ütés 5 pontot ír. Az összes pont tehát: 65.
Saláta: itt minden számít, ami az előzőkben, tehát ütésenként 5 pont, kőrönként 10 pont, a kőr D 40, a többi D 20-20 pont, a kőr K 50 pont. Az összes pont tehát 345.

A játékot végül is az nyeri, akinek a legkevesebb pontja van. Ezért különösen értékes a Barbue teljesítése, mivel mínusz pontot csak itt lehet szerezni.

## Forrás
- Dr Berend Mihály, Dr. Kovács Endre, Dr. Zánkay Péter, Rodolfo, Dr. Lindner Gyula, Varga Péter: Kártyások könyve